# Zufer Musić
Zufer Musić, črnogorski general, * 5. marec 1911, † 25. december 1967.

## Življenjepis
Med vojno je bil med drugim poveljnik 1. kosovsko-metohijske brigade.
Po vojni je bil pomočnik poveljnika korpusa, predavatelj na VVA JLA, raziskovalec na Vojaškozgodovinskem inštitutu,...